# 刘忠器
刘忠器，字世用，浙江新昌縣人，明朝政治人物、同進士出身。

## 生平
成化四年（1468年）戊子科浙江鄉試舉人，成化五年（1469年）聯登己丑科進士。成化六年（1470年）任福建永安县知县。十六年十二月擢授試监察御史，十七年十一月實授雲南道监察御史，成化二十三年，升任太平府知府。